# Ransbysätter

Ransbysätter är ett område i östra delen  av Lysviks församling, socken och tidigare landskommun.
Området tillhör idag Sunne kommun. Ransbysätter ligger ca. 8 km öster om Lysviks tätort och sjön Fryken.